# Stefaniola lepidosa
Stefaniola lepidosa är en tvåvingeart som beskrevs av Boris Mamaev 1972. Stefaniola lepidosa ingår i släktet Stefaniola och familjen gallmyggor.
Artens utbredningsområde är Uzbekistan. Inga underarter finns listade i Catalogue of Life.